# Thé en Tchéquie
Une culture du thé spécifique à la République tchèque s'est développée au cours des dernières années[réf. souhaitée], incluant l’apparition de nombreux styles de salons de thé. Malgré le fait qu'ils aient la même appellation, ces salons de thé sont différents de ceux de style britannique. Les thés purs y sont généralement préparés selon la coutume de leur pays d'origine, et un bon palais de thé peut offrir 80 thés différents, provenant de presque tous les pays producteurs. Des salons de thé locaux ont également créés des mélanges et des méthodes de préparation et de service qui leur sont propres.